# Псярів
Псярів — річка у Вижницькому районі Чернівецької області, ліва притока Глибочка (басейн Дунаю).

## Опис
Довжина річки 14  км., похил річки — 5,8 м/км. Формується з багатьох безіменних струмків та водойм. Площа басейну 81,2 км².

## Розташування
Бере початок на південній околиці села Замостя і тече через нього переважно на північний схід. У селі Вашківці впадає у річку Глибочок, праву притоку Черемошу.